# أوفريثون
أوفريثون (بالفرنسية: Offrethun)‏ هي بلدية تقع في إقليم باد كاليه من منطقة نور با دو كاليه في شمال فرنسا. تبلغ مساحة هذه المدينة 2.62 (كم²)، وترتفع عن سطح البحر 55 م، يبلغ عدد سكانها 265 نسمة حسب إحصاء المعهد الوطني للإحصاء والدراسات الاقتصادية سنة 2009 م. وترأس Laurence Vangermée البلدية خلال فترة (2008-2014).